# Anna Diemientjewa
Anna Jurjewna Diemientjewa, ros. Анна Юрьевна Дементьева (ur. 28 grudnia 1994 w Samarze) – rosyjska gimnastyczka, mistrzyni świata i dwukrotna mistrzyni Europy.
Specjalizuje się w wieloboju oraz w ćwiczeniach na równoważni. Największym osiągnięciem zawodniczki jest złoty medal w wieloboju drużynowym podczas mistrzostw świata w 2010 roku. Jest dwukrotną medalistką mistrzostw Europy.

## Osiągnięcia
| Rok  | Zawody             | Miasto    | Miejsce | Konkurencja             | Punktacja |
| ---- | ------------------ | --------- | ------- | ----------------------- | --------- |
| 2010 | Mistrzostwa świata | Rotterdam | 1       | Wielobój drużynowo      | 175.397   |
| 2011 | Mistrzostwa Europy | Berlin    | 1       | Wielobój indywidualnie  | 57.475    |
| 2011 | Mistrzostwa Europy | Berlin    | 1       | Ćwiczenia na równoważni | 15.350    |